# Ladrovići
Ladrovići (en italien : Ladri) est une localité de Croatie située en Istrie, dans la municipalité de Poreč, dans le comitat d'Istrie. En 2001, la localité comptait 62 habitants.

## Démographie
| 1948 | 1953 | 1961 | 1971 | 1981 | 1991 | 2001 |
| ---- | ---- | ---- | ---- | ---- | ---- | ---- |
| 84   | 85   | 72   | 63   | 57   | 61   | 62   |